# Nowe Drzewce
Nowe Drzewce (prononciation : [ˈnɔvɛ ˈdʐɛft͡sɛ]) est un village polonais de la gmina de Szlichtyngowa dans le powiat de Wschowa de la voïvodie de Lubusz dans l'ouest de la Pologne.

## Histoire
Le nom allemand du village était Neu Driebnitz.
Après la Seconde Guerre mondiale, avec les conséquences de la Conférence de Potsdam et la mise en œuvre de la ligne Oder-Neisse, le village est intégré à la République populaire de Pologne. La population d'origine allemande est expulsée et remplacée par des polonais.
De 1975 à 1998, le village appartenait administrativement à la voïvodie de Leszno.

Depuis 1999, il appartient administrativement à la voïvodie de Lubusz.

## Faits et chiffres
Dans une étude menée en 2005, la superficie totale du village était de 310 ha.
Cette superficie comprend :
- La superficie agricole était de 175 ha, dont :
  - La superficie des champs était de 112 ha, dont :
    - La superficie des champs cultivés était de 111 ha, dont :
      - La superficie des champs cultivés en céréales était de 111 ha.

  - La superficie des prairies était de 63 ha.
- La forêt couvrait une surface totale de 135 ha

Cette forêt est composée majoritairement d'arbres feuillus (chênes, hêtres et châtaigniers) et d'arbres résineux (sapins, pins sylvestres et épicéas).